# 정도안
정도안(鄭道安, 1958년 5월 19일~)은 대한민국의 영화 특수효과 전문가이다. 영화 데뷔작으로 《서울손자병법》이 있다.

## 경력
- 1976년 특수효과 입문
- 1987년 DEMOLITION 특수효과 설립
- 1993년 93 대전 엑스포 기획물 홍보자료 제작에 참여

## 영화 작품

### 특수효과
- 2020년 《남산의 부장들》
- 2019년 《시동》
- 2019년 《봉오동 전투》
- 2019년 《블랙머니》
- 2019년 《광대들: 풍문조작단》
- 2019년 《엑시트》
- 2019년 《기묘한 가족》
- 2019년 《마녀》
- 2018년 《기생충》
- 2018년 《성난 황소》
- 2018년 《뺑반》
- 2018년 《사바하》
- 2018년 《돈》
- 2018년 《인랑》
- 2017년 《악녀》
- 2017년 《대장 김창수》
- 2017년 《출국》
- 2017년 《옥자》
- 2017년 《염력》
- 2017년 《장산범》
- 2017년 《프리즌》
- 2017년 《더 킹》
- 2017년 《남한산성》
- 2017년 《조작된 도시》
- 2016년 《공작》
- 2016년 《혼숨》
- 2016년 《인천상륙작전》
- 2016년 《미옥》
- 2016년 《탐정 홍길동: 사라진 마을》
- 2016년 《아가씨》
- 2016년 《브이아이피》
- 2016년 《보안관》
- 2016년 《마스터》
- 2016년 《살인자의 기억법》
- 2016년 《터널》
- 2016년 《아수라》
- 2016년 《미씽: 사라진 여자》
- 2016년 《탐정 홍길동: 사라진 마을》
- 2016년 《고산자, 대동여지도》
- 2016년 《터널》
- 2016년 《아가씨》
- 2016년 《인천상륙작전》
- 2016년 《부산행》
- 2015년 《오빠생각》
- 2015년 《대호》
- 2015년 《검사외전》
- 2015년 《연평해전》
- 2015년 《미안해 사랑해 고마워》
- 2015년 《암살》
- 2015년 《검은 사제들》
- 2015년 《장수상회》
- 2015년 《마담 뺑덕》
- 2014년 《역린》
- 2014년 《좋은 친구들》
- 2014년 《우는 남자》
- 2014년 《해무》
- 2013년 《감시자들》
- 2013년 《화이: 괴물을 삼킨 아이》
- 2013년 《사랑의 가위바위보》
- 2013년 《용의자》
- 2013년 《깡철이》
- 2013년 《전설의 주먹》
- 2013년 《신세계》
- 2013년 《베를린》
- 2013년 《박수건달》
- 2012년 《가문의 귀환》
- 2012년 《회사원》
- 2012년 《간첩》
- 2012년 《R2B: 리턴투베이스》
- 2012년 《도둑들》
- 2012년 《5백만불의 사나이》
- 2012년 《간기남》
- 2012년 《인류멸망보고서》
- 2012년 《범죄와의 전쟁: 나쁜놈들 전성시대》
- 2011년 《마이웨이》
- 2011년 《오싹한 연애》
- 2011년 《최종병기 활》
- 2011년 《오직 그대만》
- 2011년 《우리 이웃의 범죄》
- 2012년 《가문의 수난》
- 2011년 《계몽영화》
- 2011년 《고지전》
- 2011년 《푸른 소금》
- 2010년 《포화 속으로》
- 2010년 《악마를 보았다》
- 2010년 《부당거래》
- 2010년 《해결사》
- 2010년 《이끼》
- 2010년 《주유소 습격 사건 2》
- 2010년 《식객: 김치전쟁》
- 2009년 《파주》
- 2009년 《귀향》
- 2009년 《7급 공무원》
- 2009년 《마더》
- 2009년 《의형제》
- 2009년 《용서는 없다》
- 2008년 《강철중》
- 2008년 《무림여대생》
- 2008년 《미인도》
- 2008년 《다찌마와 리: 악인이여 지옥행 급행열차를 타라》
- 2008년 《좋은 놈, 나쁜 놈, 이상한 놈》
- 2007년 《허밍》
- 2007년 《마을금고 연쇄습격사건》
- 2007년 《권순분 여사 납치사건》
- 2007년 《해부학교실》
- 2007년 《쏜다》
- 2007년 《두 얼굴의 여친》
- 2007년 《M》
- 2007년 《천년학》
- 2007년 《바람피기 좋은 날》
- 2007년 《최강 로맨스》
- 2007년 《수》
- 2006년 《조폭 마누라 3》
- 2006년 《가을로》
- 2006년 《타짜》
- 2006년 《거룩한 계보》
- 2006년 《경의선》
- 2006년 《중천》
- 2006년 《두뇌유희 프로젝트, 퍼즐》
- 2006년 《싸이보그지만 괜찮아》
- 2006년 《마이 캡틴 김대출》
- 2006년 《구타유발자들》
- 2006년 《사랑하니까, 괜찮아》
- 2006년 《아랑》
- 2006년 《짝패》
- 2006년 《한반도》
- 2006년 《비열한 거리》
- 2006년 《로망스》
- 2005년 《태풍》
- 2005년 《청연》
- 2005년 《주먹이 운다》
- 2005년 《혈의 누》
- 2005년 《사과》
- 2005년 《분홍신》
- 2005년 《천군》
- 2005년 《남극일기》
- 2005년 《공공의 적 2》
- 2004년 《썸》
- 2004년 《귀신이 산다》
- 2004년 《하류인생》
- 2004년 《아라한 장풍대작전》
- 2004년 《바람의 파이터》
- 2004년 《내 여자친구를 소개합니다》
- 2004년 《태극기 휘날리며》
- 2004년 《가족》
- 2003년 《실미도》
- 2003년 《영어 완전 정복》
- 2003년 《내츄럴 시티》
- 2003년 《튜브》
- 2003년 《살인의 추억》
- 2003년 《하늘 정원》
- 2003년 《지구를 지켜라!》
- 2003년 《선생 김봉두》
- 2003년 《천년호》
- 2003년 《블루》
- 2003년 《이중간첩》
- 2002년 《광복절 특사》
- 2002년 《일단 뛰어》
- 2002년 《굳세어라 금순아》
- 2002년 《도둑맞곤 못살아》
- 2002년 《밀애》
- 2002년 《울랄라 씨스터즈》
- 2002년 《중독》
- 2002년 《YMCA 야구단》
- 2002년 《욕망》
- 2002년 《예스터데이》
- 2002년 《하루》
- 2002년 《취화선》
- 2002년 《피도 눈물도 없이》
- 2002년 《공공의 적》
- 2001년 《화산고》
- 2001년 《봄날은 간다》
- 2001년 《아이 러브 유》
- 2001년 《엽기적인 그녀》
- 2001년 《소름》
- 2001년 《천사몽》
- 2001년 《와이키키 브라더스》
- 2001년 《무사》
- 2000년 《죽거나 혹은 나쁘거나》
- 2000년 《플란다스의 개》
- 2000년 《춘향뎐》
- 2000년 《사슬》
- 2000년 《불후의 명작》
- 2000년 《공동경비구역 JSA》
- 2000년 《단적비연수》
- 2000년 《리베라 메》
- 2000년 《해변으로 가다》
- 2000년 《주노명 베이커리》
- 2000년 《행복한 장의사》
- 1999년 《세기말》
- 1999년 《주유소 습격 사건》
- 1999년 《자귀모》
- 1999년 《마요네즈》
- 1999년 《북경반점》
- 1999년 《유령》
- 1999년 《카라》
- 1999년 《내 마음의 풍금》
- 1999년 《간첩 리철진》
- 1999년 《이재수의 난》
- 1999년 《쉬리》
- 1998년 《토요일 오후 2시》
- 1998년 《세븐틴》
- 1998년 《남자의 향기》
- 1998년 《여고괴담》
- 1998년 《퇴마록》
- 1998년 《파란대문》
- 1998년 《짱》
- 1998년 《조용한 가족》
- 1998년 《블루스》
- 1998년 《태양은 없다》
- 1998년 《미술관 옆 동물원》
- 1998년 《아름다운 시절》
- 1998년 《기막힌 사내들》
- 1998년 《투캅스 3》
- 1997년 《지상만가》
- 1997년 《접속》
- 1997년 《패자부활전》
- 1997년 《죽이는 이야기》
- 1997년 《고수》
- 1997년 《마리아와 여인숙》
- 1997년 《깊은 슬픔》
- 1997년 《3인조》
- 1997년 《파트너》
- 1997년 《넘버 3》
- 1997년 《테러리스트 2》
- 1997년 《나쁜 영화》
- 1997년 《쁘아종》
- 1997년 《비트》
- 1997년 《불새》
- 1997년 《드래곤 투카》
- 1997년 《체인지》
- 1996년 《깡패 수업》
- 1996년 《언더그라운드》
- 1996년 《귀천도》
- 1996년 《나에게 오라》
- 1996년 《그들만의 세상》
- 1996년 《본 투 킬》
- 1996년 《너희가 재즈를 믿느냐?》
- 1995년 《파워 킹》
- 1995년 《개같은 날의 오후》
- 1995년 《맨?》
- 1995년 《위대한 헌터 GJ》
- 1995년 《영원한 제국》
- 1995년 《손톱》
- 1994년 《무적의 파이터 우뢰매》
- 1994년 《심비홍》
- 1994년 《어린 연인》
- 1994년 《구미호》
- 1994년 《게임의 법칙》
- 1993년 《암흑가의 무소속》
- 1993년 《용호의 권》
- 1993년 《천상천하 사대천왕》
- 1993년 《드래곤 파이터》
- 1993년 《불꽃 슛 통키》
- 1992년 《황금칼과 홍길동》
- 1992년 《심술도사와 닌자 꼴뚜기》
- 1992년 《뚱녀 도사와 홍길동》
- 1992년 《해룡이와 달자의 추억의 책가방》
- 1992년 《깡다구와 고집불통》
- 1992년 《3인의 초능력자 썬더 빅맨》
- 1992년 《귀신잡은 닌자 꼴뚜기 2 : 맹구와 땅콩도사》
- 1992년 《환상의 용사 반달가면》
- 1992년 《제로맨 맹구 박사》
- 1992년 《별당 형래와 여의주 작전》
- 1992년 《영구와 부시맨》
- 1992년 《영구 홀로 집에》
- 1992년 《우주경찰 휴먼 파워》
- 1992년 《영구 헐크와 형래 대부》
- 1992년 《우리들의 일그러진 영웅》
- 1992년 《영구와 흡혈귀 드라큐라》
- 1992년 《돌아온 우뢰매 7》
- 1992년 《머저리와 도둑놈》
- 1991년 《차렷 동작그만》
- 1991년 《항구에 나타난 검객 산지니》
- 1991년 《도시에 나타난 검객 산지니》
- 1991년 《하늘의 용사 이글맨》
- 1991년 《위기의 용사 반달가면》
- 1991년 《짬뽕 돌아이》
- 1991년 《짬뽕 차차차》
- 1991년 《영구와 황금 박쥐》
- 1991년 《우주의 용사 반달가면》
- 1991년 《전국구》
- 1991년 《토끼를 태운 잠수함》
- 1991년 《신비의 용사 반달가면》
- 1991년 《돈키호테 형래와 산쵸 특공대》
- 1991년 《그림 도사와 홍길동》
- 1991년 《부채 도사와 홍길동》
- 1991년 《삼중성》
- 1991년 《따봉 수사대: 밥풀떼기 형사와 전봇대 형사》
- 1990년 《각시탈 형래와 깨비깨비 도깨비》
- 1990년 《돌연변이 거북이 대소동》
- 1990년 《포졸 형래와 벌레 3총사》
- 1990년 《짬뽕 기동대》
- 1990년 《흑기사 형래와 광대들》
- 1990년 《심형래의 쫄병군단》
- 1990년 《심형래의 괴도 루팡》
- 1990년 《뺀질이 행국이와 곰팽이의 쫄병 시절》
- 1990년 《황금탈 형래와 땡초 도사》
- 1990년 《땡칠이와 쌍라이트》
- 1990년 《난 깜짝 놀랄 짓을 할거야》
- 1990년 《로보트 태권 V 90》
- 1989년 《슈퍼 홍길동 3》
- 1989년 《삼토스와 댕기똘이》
- 1989년 《밥풀떼기 형사와 쌍라이트》
- 1989년 《제3세대 우뢰매 6》
- 1989년 《바이오맨》
- 1988년 《공초도사와 슈퍼 홍길동 2》
- 1988년 《뉴머신 우뢰매 5》
- 1987년 《동녀》
- 1986년 《서울손자병법》

### 특수효과팀
- 2009년 《계몽영화》
- 2006년 《사랑하니까, 괜찮아》
- 2004년 《안녕! 유에프오》
- 2003년 《살인의 추억》
- 2002년 《긴급조치 19호》
- 2001년 《조폭 마누라》
- 1986년 《황진이》 특수효과보

### 방송
- 2010년 SBS 《아테나: 전쟁의 여신》
- 2009년 SBS 《아이리스》

## 수상
- 2016년 제53회 대종상 첨단기술특별상
- 2016년 제3회 한국영화제작가협회상 기술상
- 2010년 제47회 대종상 영화제 영상기술상
- 2007년 제44회 대종상 영화제 영상기술상
- 2006년 제43회 대종상 영화제 영상기술상
- 2004년 제3회 대한민국 영화대상 시각효과상
- 2004년 제24회 한국영화평론가협회상 기술상
- 2004년 제25회 청룡영화상 기술상
- 2004년 제41회 대종상 영화제 영상기술상
- 2001년 제8회 이천춘사대상영화제
- 2001년 제38회 대종상 영화제 특수효과상
- 2000년 제12회 청룡영화상 기술상